# La porta dell'inferno (film 1950)
La porta dell'inferno (Edge of Doom) è un film del 1950 diretto da Mark Robson.

## Trama
L'anticlericalismo del giovane Martin Lynn data dalla sua prima adolescenza, quando don Kirkman, parroco in un quartiere degradato della città, aveva negato – in conformità con i dettami del diritto canonico allora vigente – al padre di Martin, in quanto suicida, la sepoltura in terreno consacrato. Con la morte della madre, fervente devota, diversi anni dopo, Martin si mette in testa di organizzare per lei dei funerali addirittura fastosi, ma non ne ha i mezzi economici. Per questo motivo egli si reca da padre Kirkman, sperando che la chiesa possa sopperire alla sua richiesta: quando l'anziano prete mette in chiaro che la sua comunità è impossibilitata a far fronte all'esborso, Martin, in uno scatto d'ira, colpisce don Kirkman – piuttosto ironicamente – con un crocefisso in bronzo, e, pur senza evidentemente averne avuto l'intenzione, ne causa la morte.
Mentre si svolgono le indagini l'irrequietezza di Martin non viene meno, anzi si accresce al punto che egli guasta i rapporti col proprio datore di lavoro, con l'impresario di pompe funebri, e con la fidanzata. Don Thomas Roth, il successore di Kirkman, è intenzionato ad aiutare il ragazzo, che inizialmente è convinto essere innocente, finché qualche indizio lo fa propendere per la sua possibile colpevolezza. La vicenda si conclude quando Martin, in preda ai rimorsi di coscienza, confessa ad alta voce il delitto davanti al feretro della madre, in una chiesa che è apparentemente vuota, ma nelle vicinanze della quale è appostato il tenente di polizia Mandel, che arresta l'omicida.

## Riconoscimenti
Nel 1950 il National Board of Review of Motion Pictures l'ha inserito nella lista dei migliori dieci film dell'anno.